# El Seibo (stad)
El Seibo is een stad en gemeente (70.000 inwoners) in een van de armste gebieden van de Dominicaanse Republiek. Het ligt in het oosten van het land, in het binnenland, ten noorden van La Romana. Het is de hoofdstad van van de gelijknamige provincie. El Seibo is een van de oudste plaatsen van het land, het werd in 1502 gesticht. Aan de rand van de stad ligt in de heuvels een grote sloppenwijk met zo'n 9000 inwoners. Die wijk is ontstaan toen na de orkaan George in 1998 veel boeren uit de omgeving helemaal niets meer hadden. Ze hebben toen van de overheid allemaal een klein stukje grond gekregen, tussen de heuvels, waar het veiliger was. Daar staan nu allemaal bouwsels van golfplaten en bananendozen. 

## Bestuurlijke indeling
De gemeente bestaat uit vier gemeentedistricten (distrito municipal):
El Seibo, Pedro Sánchez, San Francisco-Vicentillo en Santa Lucía.

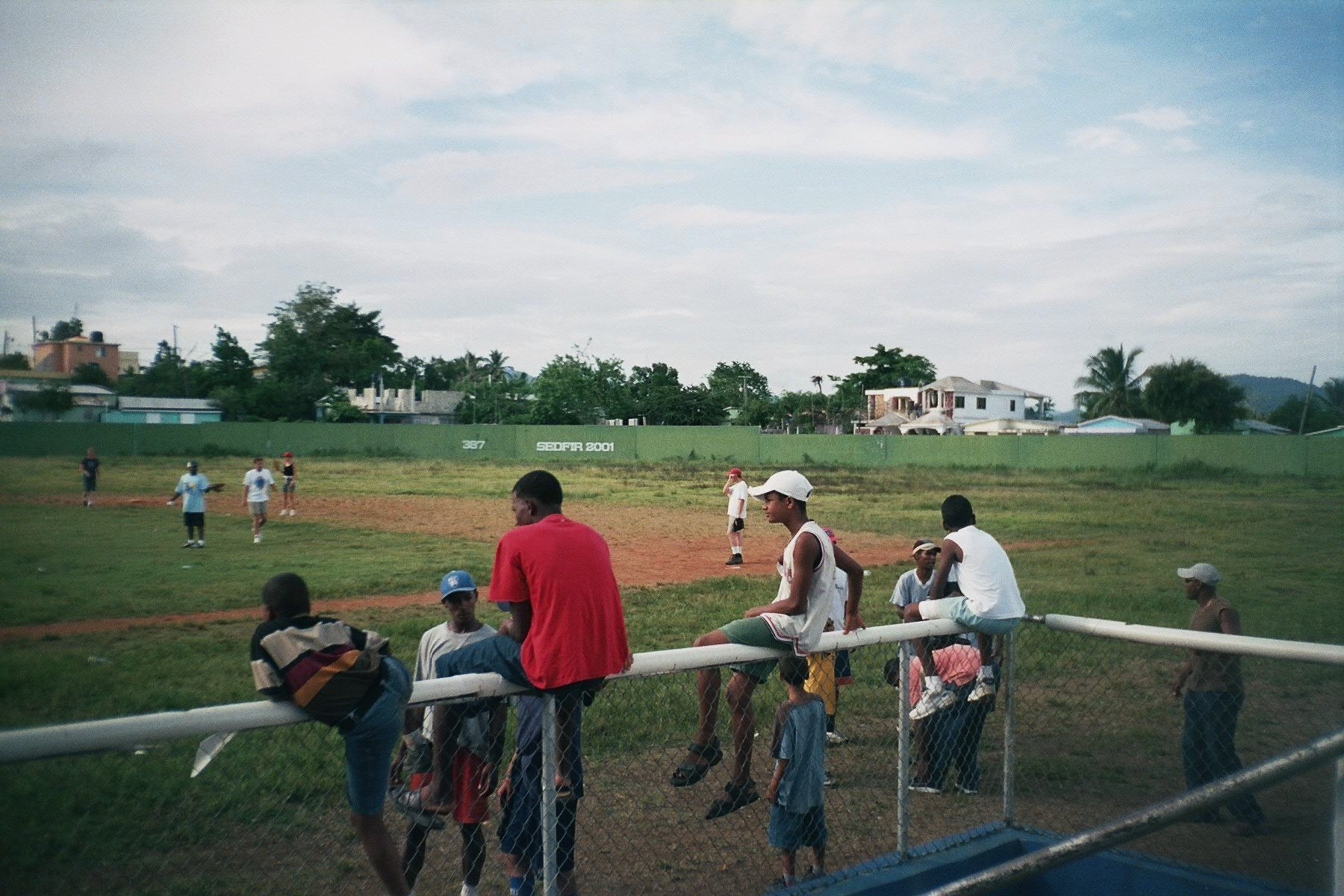
Honkbalveld in El Seibo
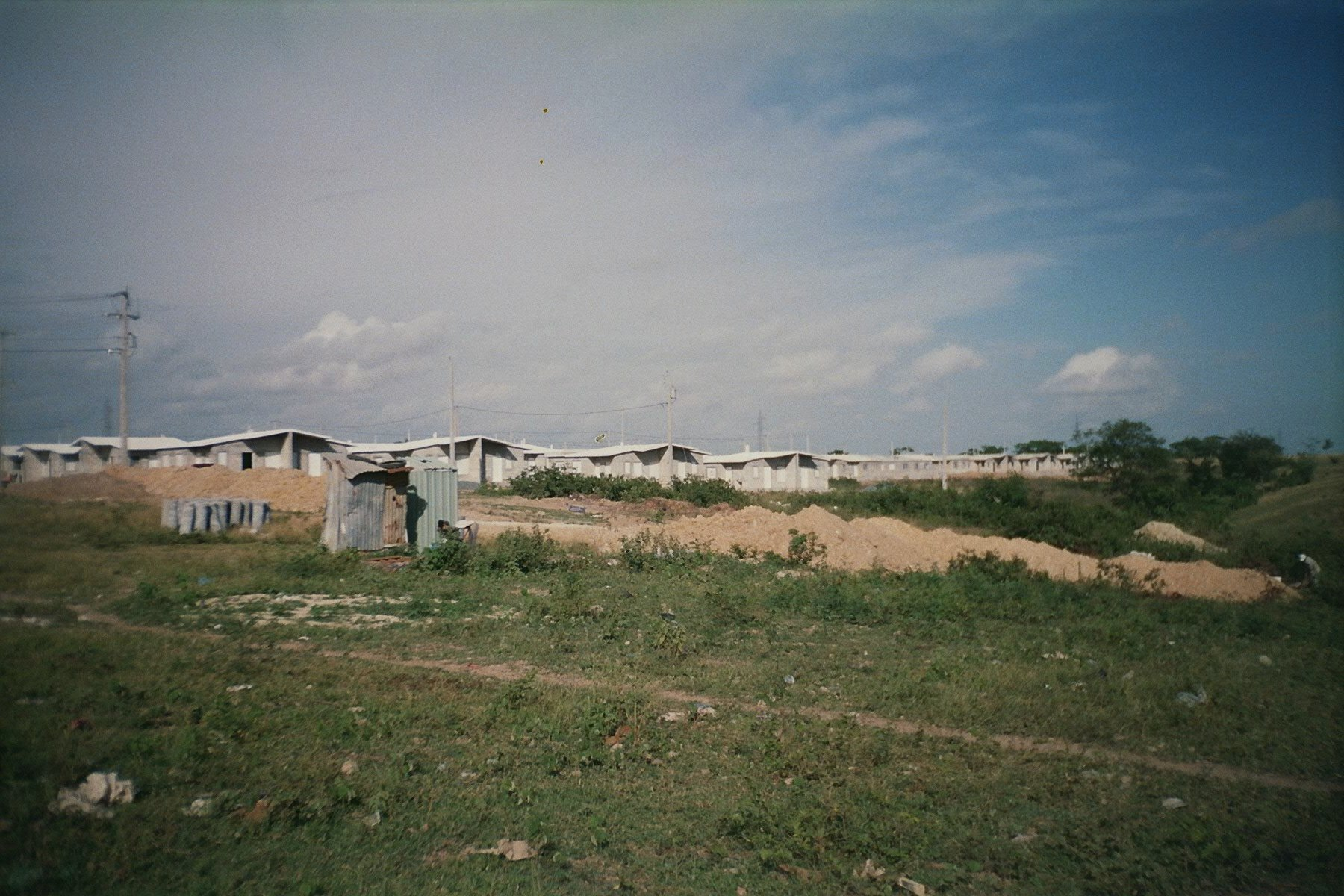
De wijk Villa Guerrero

- Library of Congress Control Number: n80122239
- Nationale Bibliotheek van Israël: 987007559787705171
- Virtual International Authority File: 125491552

Azua · Bajos de Haina · Baní · Barahona · Boca Chica · Bonao · Comendador · Cotuí · Dajabón · El Seibo · Hato Mayor · Higüey · Jimaní · La Romana · La Vega · Los Alcarrizos · Mao · Moca · Monte Cristi · Monte Plata · Nagua · Neiba · Pedernales · Puerto Plata · Sabaneta · Salcedo · Samaná · San Cristóbal · San Francisco de Macorís · San José de Ocoa · San Juan · San Pedro de Macorís · Santiago · Santo Domingo de Guzmán · Santo Domingo Este · Santo Domingo Norte · Santo Domingo Oeste